# Alexis Meresta-Doucet
Pas d'image ? Cliquez ici

a Compétitions nationales et continentales officielles uniquement.

Alexis Meresta-Doucet, né le 9 août 1994 à Perpignan, est un joueur de rugby à XIII français évoluant au poste de talonneur ou de troisième ligne. Il fait ses débuts en Championnat de France 2018 lors de saison 2013 avec Saint-Estève XIII Catalan avec lequel il remporte la Coupe de France en 2016 et 2018. Il est convoqué par l'équipe de France contre la Serbie en 2018 mais ne dispute pas le match.

## Biographie
En 2021, dans le cadre d'une rencontre de préparation des Dragons Catalans, il est sélectionné dans le XIII du Président réunissant les meilleurs éléments du Championnat de France.

## Palmarès
- Collectif :
  - Vainqueur du Championnat de France : 2019 (Saint-Estève XIII Catalan).
  - Vainqueur de la Coupe de France : 2016 et 2018 (Saint-Estève XIII Catalan).
  - Finaliste du Championnat de France : 2013 (Saint-Estève XIII Catalan).
  - Finaliste de la Coupe de France : 2015 et 2019 (Saint-Estève XIII Catalan).

### En club
| Saison    | Club                      | Compétition           | Matchs | Points | Essais | Goals | Drops |
| --------- | ------------------------- | --------------------- | ------ | ------ | ------ | ----- | ----- |
| 2012-2013 | Saint-Estève XIII Catalan | Championnat de France | 3      | -      | -      | -     | -     |
| 2013-2014 | Saint-Estève XIII Catalan | Championnat de France | 6      | -      | -      | -     | -     |
| 2014-2015 | Saint-Estève XIII Catalan | Championnat de France | 21     | 8      | 2      | -     | -     |
| 2015-2016 | Saint-Estève XIII Catalan | Championnat de France | 21     | 12     | 3      | -     | -     |
| 2016-2017 | Saint-Estève XIII Catalan | Championnat de France | 22     | 24     | 6      | -     | -     |
| 2017-2018 | Saint-Estève XIII Catalan | Championnat de France | 18     | 20     | 5      | -     | -     |
| 2018-2019 | Saint-Estève XIII Catalan | Championnat de France | 18     | 16     | 4      | -     | -     |
| 2019-2020 | Saint-Estève XIII Catalan | Championnat de France | 11     | 8      | 2      | -     | -     |
| 2020-2021 | Saint-Estève XIII Catalan | Championnat de France | 8      | -      | -      | -     | -     |